# 野口恭
野口 恭（のぐち きょう、1939年6月14日 - 2009年1月1日）は、日本の元プロボクサー。元ボクシング日本フライ級王者。野口ボクシングジム名誉会長。愛媛県出身。プロボクサーであり、野口ボクシングジム創始者のライオン野口の次男。キックボクシング創始者の野口修は兄、自身の長女は野口ボクシングのジムマネージャー、長男は野口ボクシングジム3代目会長を務める。

## 来歴
- 1955年6月14日、16歳の誕生日にプロデビュー。
- 1959年9月29日、日本フライ級王座決定戦で福本篤人と対戦し、判定負けで王座獲得ならず。
- 1960年11月25日、OBF東洋フライ級王者矢尾板貞雄に挑戦し判定負けで王座獲得ならず。矢尾板とは、それまで1敗1分でありラバーマッチとなったが敗れた。
- 1961年4月28日、日本フライ級王者福本篤人と再戦し判定勝ちで王座を獲得した。父親も日本ウェルター級王者であったため、日本初の親子王者となった[1]。
- 1961年8月25日、日本フライ級タイトルマッチで王者福本篤人と再戦し判定勝ち。初防衛に成功した。
- 1962年5月30日、フライ級世界王者ポーン・キングピッチに挑戦し大差の判定負け。世界王座獲得ならず。
- 1962年12月28日、日本フライ級王座2度目の防衛戦で斎藤清作（後のたこ八郎）と対戦したが、判定負けで王座から陥落した。
- 1963年5月17日、日本フライ級タイトルマッチで王者斎藤清作と再戦し、判定負けで王座獲得ならず。この試合を最後に引退した。
- 1963年5月30日、結婚。
- 1972年、野口ボクシングジム2代目会長となった。
- 1980年5月16日、恭の長男・野口勝が初の親子孫3代日本王者を目指しプロデビューを果たす。しかし、網膜剥離でタイトル未挑戦のまま5戦3勝（1KO）2敗で引退、親子孫3代日本王者挑戦は失敗に終わった。
- 1999年、かつてワタナベジム所属選手で一度引退しK-1参戦した吉野弘幸を獲得し日本ボクシングコミッションへのボクサーライセンス再発行を実現させた。
- 2009年1月1日午前2時21分、東京都足立区の自宅で心不全のため死去[1]。69歳没。